# Danijel Ljubic
Danijel Ljubic (* 29. Januar 1975) ist ein ehemaliger deutscher Basketballspieler kroatischer Abstammung.

## Laufbahn

### Spieler
In der Saison 1995/96 spielte Ljubic mit dem TVG Trier in der Basketball-Bundesliga. Er spielte beim Zweitligisten Hannover 96, 1997 wechselte er in die 2. Bundesliga Süd zum TV Langen. Er spielte später im niederländischen Den Helder in den Niederlanden, ehe er vor der Saison 2000/01 zurück nach Deutschland wechselte und den Zweitligisten BBC Bayreuth verstärkte. Er blieb bis 2002 in Bayreuth. 2006/07 spielte Ljubic beim SSC Karlsruhe in der 1. Regionalliga.

### Trainer und Sportlicher Leiter
Beim Verein Post Südstadt Karlsruhe wurde er Leiter der Basketball-Abteilung, war für die Nachwuchsarbeit verantwortlich und betreute als Trainer eine Karlsruher Spielgemeinschaft in der Nachwuchs-Basketball-Bundesliga (NBBL). Als Trainer (bis 2015) und Sportlicher Leiter der Herrenmannschaft PS Karlsruhe Lions war er an dessen Aufstieg in die 2. Bundesliga ProA sowie 2024 am Gewinn des Meistertitels in der 2. Bundesliga ProA beteiligt.